# Xã Grant, Quận Caldwell, Missouri
Xã Grant (tiếng Anh: Grant Township) là một xã thuộc quận Caldwell, tiểu bang Missouri, Hoa Kỳ. Năm 2010, dân số của xã này là 1.439 người.